# Passiflora cumbalensis
Passiflora cumbalensis är en passionsblomsväxtart som beskrevs av Hermann August Theodor Harms. Passiflora cumbalensis ingår i släktet passionsblommor, och familjen passionsblomsväxter.

## Underarter
Arten delas in i följande underarter:
- P. c. caucana
- P. c. cuencana
- P. c. goudotiana
- P. c. macrochlamys
- P. c. mesadenia
- P. c. orientalis
- P. c. peruana
- P. c. pilosa
- P. c. sparrei